# هیث اسلتر
هیث میلر (به انگلیسی: Heath Miller) (زادهٔ ۱۵ ژوئیه ۱۹۸۳) یک کشتی‌گیر حرفه‌ای آمریکایی است که با نام هیث اسلتر، در مسابقات کشتی حرفه‌ای شرکت می‌کند. اسلتر از سال ۲۰۰۴، ۲۰۲۰ فعل بوده و به تازگی از wwe اخراج شد